# Angélique (roman)
Pour les articles homonymes, voir Angélique.
Angélique est le 20e roman de Guillaume Musso, paru le 20 septembre 2022 aux éditions Calmann-Lévy et tiré à 400 000 exemplaires.

## Résumé
L'histoire se déroule à Paris, en 2021, à Noël. Mathias Taillefer, ancien policier, se réveille à l'hôpital à la suite d'un accident cardiaque. À ses côtés, Louise Collange, jeune étudiante passionnée de musique, faisant partie d'une association qui propose de jouer bénévolement du violoncelle aux patients de l'hôpital. 
Louise apprend que Mathias est un ancien policier et décide de lui demander d'enquêter sur la mort d’une ancienne étoile de l’Opéra de Paris. Au début, très réticent, Mathias refuse cette demande mais finit par accepter d’aider Louise. 
Cette enquête plongera les personnages dans un engrenage dangereux, qui fera naître une mise en question sur leur propre vie et leurs sentiments humains…

## Personnages
- Mathias Taillefer : ex-policier qui se retrouve sur le lit d’un hôpital et qui aidera Louise Collange à enquêter sur la mort de sa mère Stella Petrenko.
- Louise Collange : jeune violoniste faisant partie d’une association dont le but est d’apaiser les souffrances des personnes hospitalisées par la musique.
- Stella Petrenko : ancienne étoile de l'Opéra de Paris et mère de Louise, ayant subi une mort dite « accidentelle » lorsqu’elle était en train d’arroser ses fleurs sur son balcon.
- Angélique : infirmière dont le roman porte le nom.

## Livre audio
Le roman a fait l'objet d'une édition sous forme de livre audio avec comme narrateurs Rémi Bichet et Clara Brajtman.